# Frederik Wiedmann
Frederik Wiedmann est un compositeur allemand de musique de films, né en 1981 à Stuttgart. 

## Biographie
Frederik Wiedmann est le fils d'un chirurgien et d'une professeur de lycée. 
À l'âge de six ans, il a appris le violon, puis la guitare jazz à quatorze ans. Il poursuit ses études à Boston, au Berklee College of Music. Après avoir été diplômé Summa Cum Laud en 2005, Wiedmann fait ses débuts dans le cinéma en 2006 avec le film d'horreur Blood Ranch, réalisé par Corbin Timbrook.
Sa sœur, Katrin Wiedmann, est chanteuse, compositrice et interprète.

## Filmographie

### Au cinéma
- 2006 : Blood Ranch de Corbin Timbrook
- 2007 : Beneath de Dagen Merrill
- 2010 : Triassic Attack
- 2011 : Hellraiser : Revelations de Víctor García
- 2011 : Hostel, chapitre III (Hostel: Part III) de Scott Spiegel
- 2017 : Hangman de Johnny Martin
- 2019 : The Demon Inside de Pearry Reginald Teo
- 2023 : La Place du mort (Bring Him to Me) de Luke Sparke

### DVD
- 2006 : Blood Ranch de Corbin Timbrook
- 2007 : Return to House on Haunted Hill  de Víctor García
- 2009 : The Hills Run Red de Dave Parker
- 2013 : La Ligue des justiciers : Le Paradoxe Flashpoint (Justice League: The Flashpoint Paradox) de Jay Oliva
- 2014 : Le Fils de Batman (Son of Batman) d'Ethan Spaulding
- 2016 : Batman : Mauvais Sang (Batman: Bad Blood) de Jay Olivia
- 2018 : Death Race: Anarchy
- 2018 : Batman: Gotham by Gaslight de Sam Liu
- 2019 : Doom: Annihilation de Tony Giglio
- 2019 : Batman : Silence (Batman: Hush) de Justin Copeland
- 2019 : Le Prince des Dragons (The Dragon Prince) de Aaron Ehasz
- 2020 : Superman: Red Son de Sam Liu

### À la télévision
- 2010 : Artic Predator (téléfilm) de Víctor García
- 2011 : Green Lantern (série)
- 2011 : Le Secret de l'Arche (téléfilm) de Tobi Baumann
- 2012 : Turning Point (série documentaire)
- 2013 : Prenez garde à Batman ! (série)
- 2024 : Batman Caped Crusader (série)